# Młoda Bośnia
Młoda Bośnia (serbsko-chorwacki Mlada Bosna) – rewolucyjna organizacja, której zwolennicy i członkowie byli głównie Serbami, choć należało do niej także wielu Bośniaków i Chorwatów. Została założona przed I wojną światową.
Była ona mocno związana z wpływami serbskimi i dążeniami do zjednoczenia Słowian południowych w granicach jednego państwa przy dominującej roli Serbii. Głównym wrogiem Młodej Bośni było więc Austro-Węgry, które w 1908 dokonało aneksji Bośni. Uważając rządy Wiednia za „germańskie” zagrożenie, Młoda Bośnia propagowała wzorce patriotyczne i idee panslawistyczne.
Z Młodą Bośnią wiążą się dwie serbskie organizacje panserbskie i panslawistyczne – Narodna Odbrana i Czarna Ręka. Dragutin „Apis” Dimitrijević, członek centralnych władz Czarnej Ręki i szef serbskiego wywiadu wojskowego przyznał, że zlecił zabójstwo arcyksięcia austriackiego Franciszka Ferdynanda. W czasie przygotowań zamachu korzystał nie tylko z prac serbskiego wywiadu, ale i Narodnej Odbrany, którą wykorzystał do zdobycia informacji o planowanym przebiegu wizyty i rozmieszczeniu wojsk austriackich w czasie pobytu Franciszka Ferdynanda w Sarajewie.
Wśród zamachowców znajdowali się członkowie Młodej Bośni: Gavrilo Princip (który dokonał zabójstwa), Nedeljko Čabrinović, Vaso Čubrilović, Trifko Grabež, Danilo Ilić, Muhamed Mehmedbašić, Cvjetko Popović, Miško Jovanović oraz Veljko Čubrilović.